# Cyrtodactylus murua
Cyrtodactylus murua este o specie de șopârle din genul Cyrtodactylus, familia Gekkonidae, ordinul Squamata, descrisă de Gregor Conrad Michael Kraus și Kenneth Willway Allison în anul 2006. Conform Catalogue of Life specia Cyrtodactylus murua nu are subspecii cunoscute.